# تومي بيانكو
تومي بيانكو (بالإنجليزية: Tommy Bianco)‏ هو لاعب كرة قاعدة أمريكي، ولد في 16 ديسمبر 1952.